# ساتورو یاماگیشی
ساتورو یاماگیشی (به انگلیسی: Satoru Yamagishi) بازیکن فوتبال اهل ژاپن و عضو تیم ملی فوتبال ژاپن است که در تاریخ ۰۴ اکتبر ۲۰۰۶ میلادی اولین بازی ملی‌اش را انجام داد. او در ۱۱ بازی ملی حضور داشت و آخرین بازی ملی خود را در تاریخ ۲۶ مارس ۲۰۰۸ میلادی انجام داد. ساتورو یاماگیشی در بازی‌های ملی‌اش
گلی به ثمر نرساند.